# Friedrich Markgraf
Friedrich Markgraf ( 1897-1987) fue un botánico, pteridólogo, explorador, y fitogeógrafo alemán.
Realizó contribuciones a la descripción y análisis de la Flora de Albania, desde un punto de vista fitogeográfico; entre 1927 y 1949, y fue referente regional de Albania en el "Comité Flora Europaea", para los volúmenes II a V.
Posteriormente realiza exploraciones en Turquía, Suiza, y el norte sudamericano.
De 1945 a 1957 trabajó en el "Jardín Botánico de Múnich". Y desde 1958 fue director del "Jardín Botánico de Zurich".

## Honores

### Eponimia
Especies, entre ellas
- (Amaranthaceae) Alternanthera markgrafii Suess. ex Markgr. 1940
- (Cactaceae) Brasilicereus markgrafii Backeb. & Voll 1950
- (Caryophyllaceae) Moehringia markgrafii Merxm. & Gutermann 1957
- (Gnetaceae) Thoa markgrafii Doweld 2000
- (Velloziaceae) Vellozia markgrafii Schulze-Menz 1940
- (Violaceae) Viola markgrafii W.Becker 1927

## Obra

### Flora albanesa[1]
- 1926- --, --; Weigand, Gustav. Einige albanische Pflanzennamen. En: Balkan-Archiv, Leipzig, 2 (1926), p. 221-225
- 1927. Repertorium novarum regni vegetabilis, Beiheft 45. (Repertorium, Dahlem bei Berlin) 217 pp
- 1927. An den Grenzen des Mittelmeergebiets. Pflanzengeographie von Mittelalbanien. Berlín. pp. 217.
- 1932. Pflanzengeographie von Albanien. Bibliotheca Botanica, Stuttgart. pp. 105.

- La abreviatura «Markgr.» se emplea para indicar a Friedrich Markgraf como autoridad en la descripción y clasificación científica de los vegetales.[2]